# NEOS
NEOS, celým názvem NEOS – Das Neue Österreich und Liberales Forum (volně přeloženo jako NEOS – Nové Rakousko a Liberální fórum), je liberální strana v Rakousku. Předsedkyní strany je Beate Meinlová-Reisingerová.

## Historie
Strana byla založena v říjnu roku 2012, aby mohla do Parlamentních voleb, proto udělala koalici s Mladými liberály a Liberálním fórem. Ve volbách strana získala 4,9 % hlasů a 9 křesel v Národní radě.
V lednu 2014 se NEOS sloučilo s Liberálním fórem a vznikl tak název „NEOS – Nové Rakousko a Liberální fórum“. O čtyři měsíce se do strany sloučili i Rakouští mladí nezávislí liberálové (JuLis) a tak vzniklo mládežnické křídlo strany, JUNOS.
NEOS se stalo 2. května 2014 členem Aliance liberálů a demokratů pro Evropu. Do stejnojmenné politické skupiny Evropského parlamentu se přidalo poté, co v rakouských volbách do EP v květnu 2014 získalo důvěru 8,1 % hlasujících občanů a vyslalo tak jednoho svého člena do EP.
V parlamentních volbách v září 2019 zaznamenala strana zatím svůj největší úspěch, a to ziskem 8,1 % (pátá po Lidová straně, Socialistické straně, Svobodných a Zelených). Zatím nebyla strana nikdy součástí federální vlády.
V Evropském parlamentu je Neos členem Aliance liberálů a demokratů pro Evropu

## Politické postoje
Strana zaujímá především liberální pozice, jak v ekonomice, tak v sociální politice. Akcentuje konkurenceschopný vzdělávací systém, evropskou federalizaci, efektivní a cílený sociální systém a liberální ekonomiku. Strana podporuje přímou demokracii a referenda, legalizaci „měkkých drog“, práva homosexuálů, atd. Naopak negativně se strana staví k povinné účasti v armádě, zvyšování daní (některé by zrušila), podporování politických stran ze státních peněz, atd.

## Volební výsledky

### Volby do Národní rady
| Volební rok | Celkový počet hlasů | Hlasy v % | +/−    | Počet mandátů | +/−  |
| ----------- | ------------------- | --------- | ------ | ------------- | ---- |
| 2013        | 232 946             | 5,0 %     |        | 9             |      |
| 2017        | 268 518             | 5,2 %     | ▲ +0,2 | 10            | ▲ +1 |
| 2019        | 387 124             | 8,1 %     | ▲ +2,9 | 15            | ▲ +5 |
| 2024        | 442 544             | 9,1 %     | ▲ +1   | 18            | ▲ +3 |

### Volby do Evropského parlamentu
| Volební rok | Celkový počet hlasů | Hlasy v % | +/−    | Počet mandátů | +/−  |
| ----------- | ------------------- | --------- | ------ | ------------- | ---- |
| 2014        | 229 781             | 8,1 %     |        | 1             |      |
| 2019        | 319 024             | 8,4 %     | ▲ +0,3 | 1             | ▬ ±0 |
| 2024        | 357 214             | 10,14 %   | ▲ +1,7 | 2             | ▲ +1 |